# 昂船洲

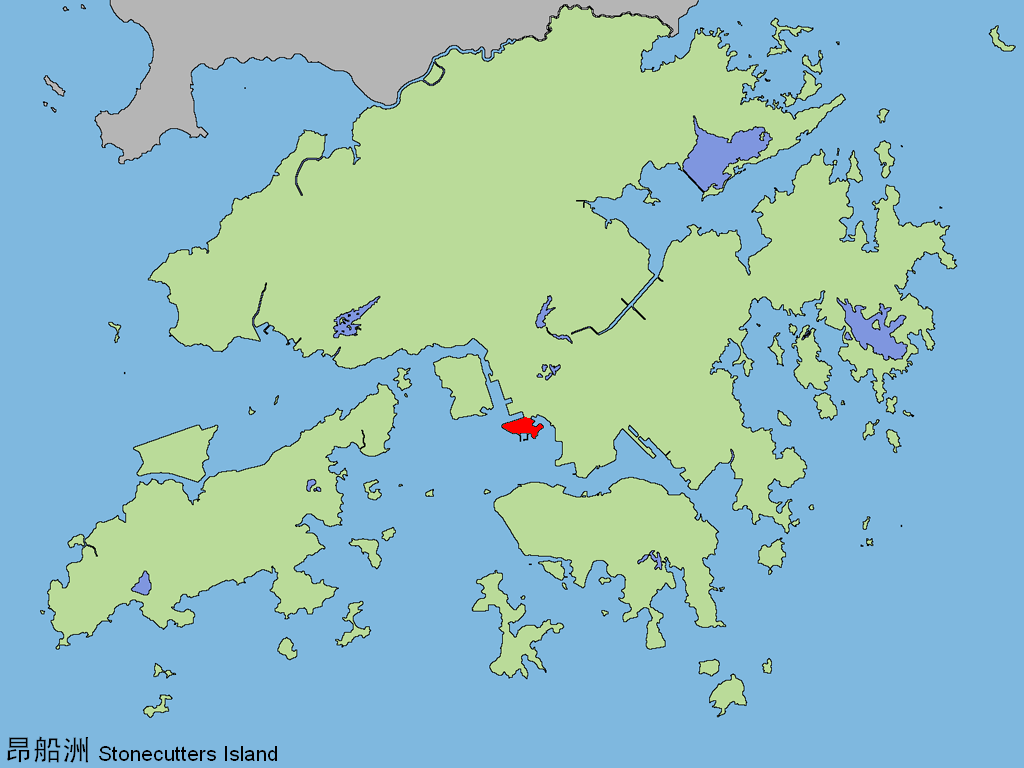
香港における昂船洲の位置

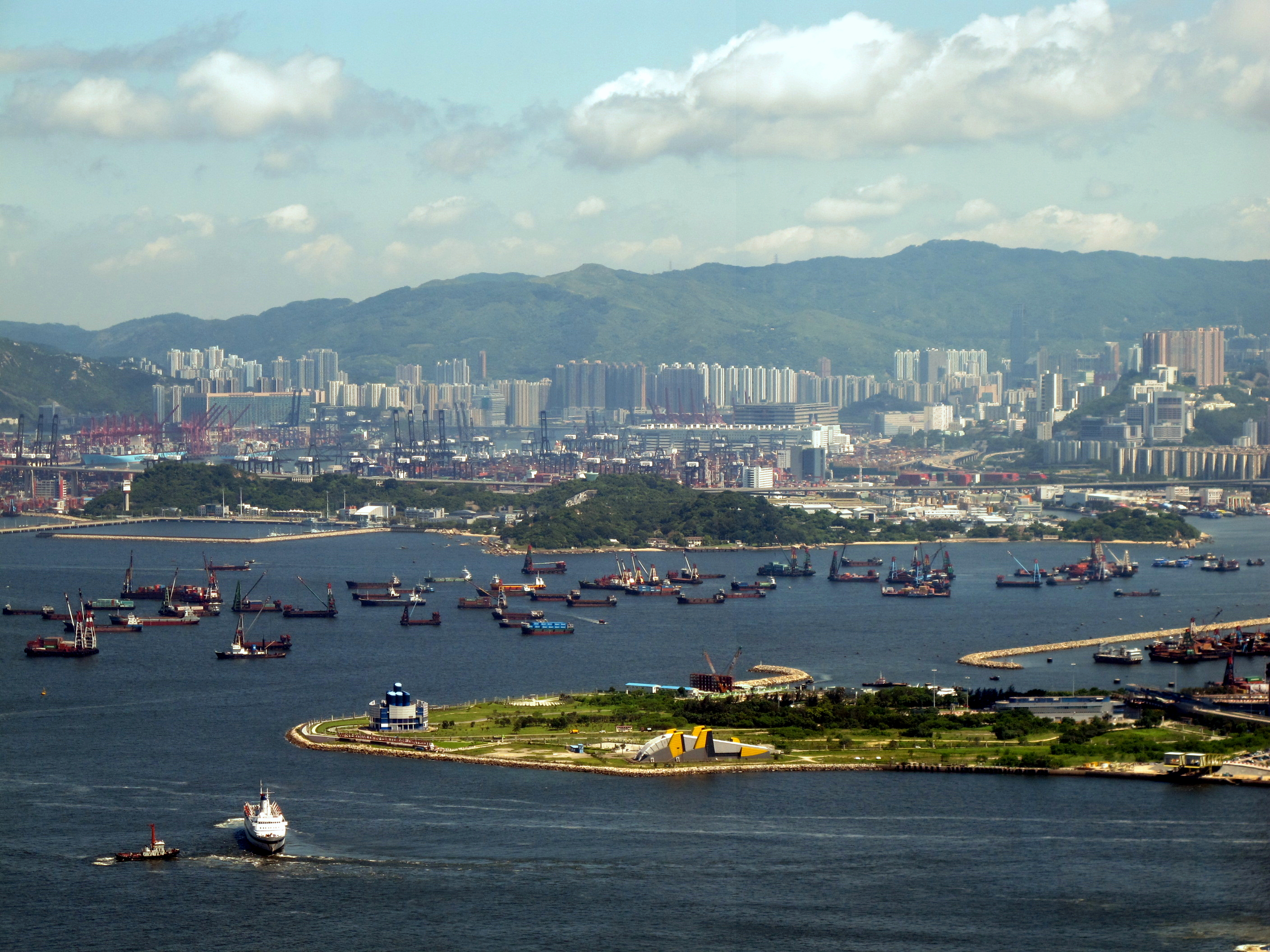
2010年の昂船洲

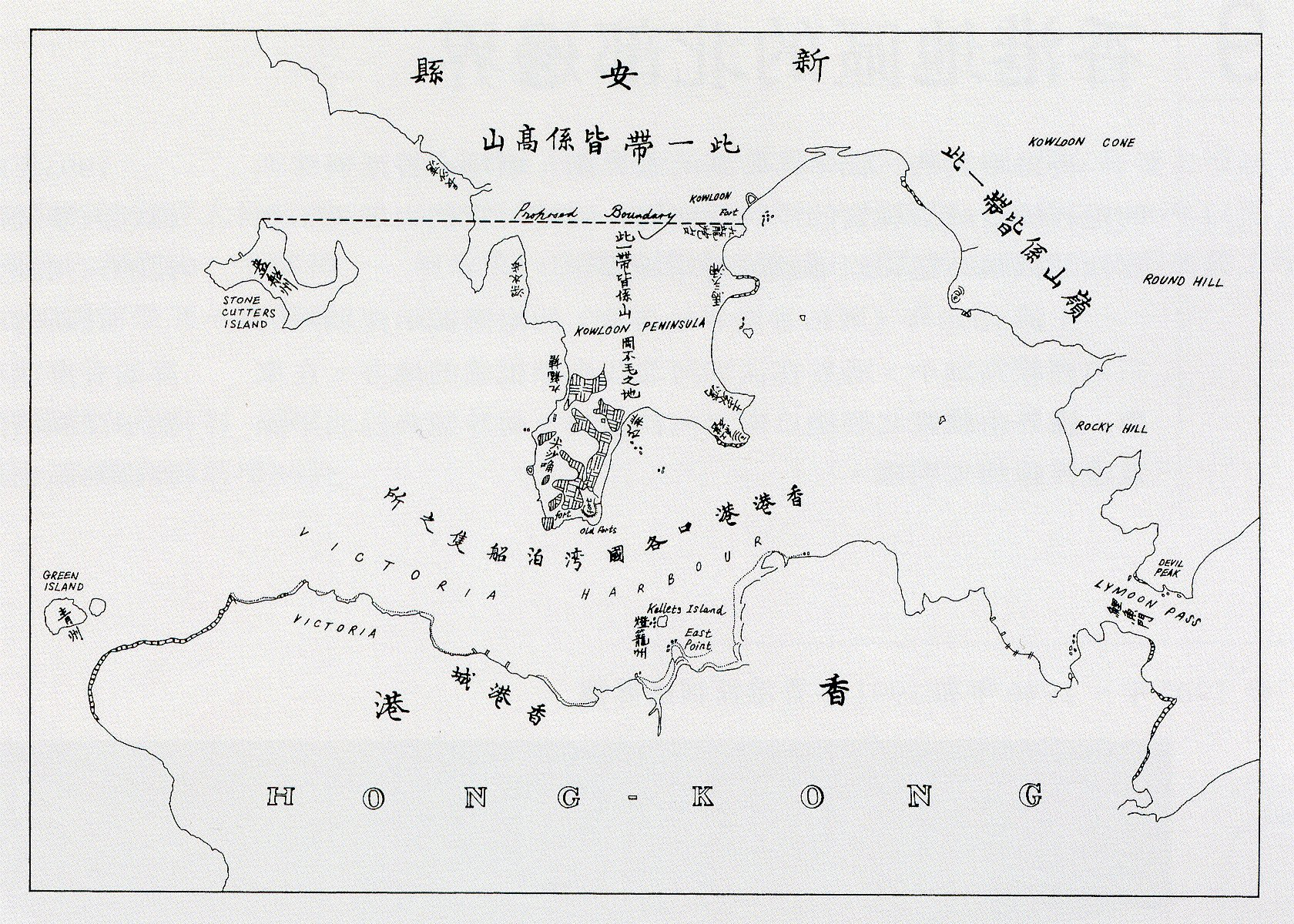
北京条約の地図の中で、左上の“盎船洲”という島は昂船洲。

昂船洲（ゴンシュンチャオ）あるいはストーンカッターズ島（英語: Stonecutters Island）はもともと香港九龍に属する島であった。島はひっくり返した船のような形をしていたので、この島名がついた。日本の占領地時代、向島（むこうじま／むかいじま）と名乗っていた。
1990年代からの埋立によって、現在は九龍半島とつながっている。埋立地の北側は葵青８号コンテナターミナル、葵青区へ編入されている。南側は中国人民解放軍の海軍基地、深水埗区へ編入されている。

## 歴史
1860年、清帝国はアロー戦争に負け、北京条約によって九龍半島の南端（今界限街の南）と共にイギリスへ割譲された。かつて収容所、通信施設とイギリス海軍基地が置かれていた。
日本の占領下にあった1945年に、米国空軍に沈没させられた日本海軍艦の将兵が埋葬された。戦後、日本政府が遺骨収集事業の一環で内密に依頼したのを受け、1966年に香港政庁が遺骨を発見。在香港日本国総領事館がイギリス軍の協力を得て発掘し、現地で焼骨し、頭蓋骨の断片などを日本に送った。
1997年香港返還の後、イギリス軍に代わり、中国人民解放軍海軍が駐屯（人民解放軍駐香港部隊）している。

## 交通
香港鉄路茘枝角駅の近くにの長順街からミニバス44Mで昂船洲へ行き、葵芳駅のそばの葵涌広場からミニバス87Aでコンテナターミナル地区へ行くことができる。

## 脚駐
1. ↑  『日本社会保障大百科』、「遺骨収集」の項目
2. ↑  『香港領事佐々淳行』、第3章「戦争犠牲者たちへの鎮魂歌」
3. ↑  香港005九龍城と九龍郊外: 香港人の生活が息づく「路上」
4. ↑  お気に入りのバス路線　緑色小巴４４Ｍ／８７Ａ